# Ádám Gyurcsó
Ádám Gyurcsó (ur. 6 marca 1991 w Tatabányi) – węgierski piłkarz grający na pozycji pomocnika. Od 2024 roku zawodnik Anorthosis Famagusta.

## Kariera klubowa
Swoją karierę piłkarską rozpoczął w klubie z rodzinnego miasta FC Tatabánya. W 2008 roku został piłkarzem Videoton FC. 22 maja 2011 zadebiutował w rozgrywkach Nemzeti Bajnokság I w przegranym 0:1 meczu przeciwko Újpest FC. Na czas trwania rundy jesiennej sezonu 2011/2012 został wypożyczony do Kecskeméti TE. W styczniu 2016 podpisał trzyipółletni kontrakt z Pogonią Szczecin. Wiosną 2018 r. został wypożyczony na pół roku do chorwackiego Hajduka Split. 25 maja 2018 r. potwierdzono, że Hajduk Split skorzystał z klauzuli wykupu piłkarza za 400 tys. euro. Z klubem ze Splitu podpisał 3-letni kontrakt.

## Kariera reprezentacyjna
Występował w młodzieżowej reprezentacji Węgier. W seniorskiej reprezentacji zadebiutował 1 czerwca 2012 w wygranym 2:1 meczu przeciwko Czechom.